# Estonian Juniors
Das Estonian Juniors (auch Estonian Junior International genannt) ist im Badminton die offene internationale Meisterschaft von Estland für Junioren und damit das bedeutendste internationale Juniorenturnier in Estland. Es wurde erstmals im Dezember 2014 ausgetragen.

## Die Sieger
| Saison    | Herreneinzel                                | Dameneinzel                                 | Herrendoppel                                | Damendoppel                                  | Mixed                                       |
| --------- | ------------------------------------------- | ------------------------------------------- | ------------------------------------------- | -------------------------------------------- | ------------------------------------------- |
| 2014      | Valtteri Nieminen                           | Kristin Kuuba                               | Angelo Silva Ricardo Silva                  | Kristin Kuuba Helina Rüütel                  | Mihkel Laanes Kristin Kuuba                 |
| 2015      | Wolfgang Gnedt                              | Kristin Kuuba                               | Paweł Śmiłowski Aleksander Jabłoński        | Kristin Kuuba Helina Rüütel                  | Paweł Śmiłowski Magdalena Świerczyńska      |
| 2016      | Christopher Grimley                         | Anastasiia Pustinskaia                      | Christopher Grimley Matthew Grimley         | Wiktoria Dąbczyńska Aleksandra Goszczyńska   | Carl Harrbacka Tilda Sjöö                   |
| 2017      | Arnaud Merklé                               | Hsieh Yu-ying                               | Christopher Grimley Matthew Grimley         | Milou Lugters Alyssa Tirtosentono            | Mikhail Lavrikov Anastasiia Shapovalova     |
| 2018      | Tomás Toledano                              | Anastasiia Shapovalova                      | Rory Easton Ethan van Leeuwen               | Anastasiia Shapovalova Anastasiia Kurdyukova | Ethan van Leeuwen Annie Lado                |
| 2019 2021 | nicht ausgetragen (2019 nur U17-Wettbewerb) | nicht ausgetragen (2019 nur U17-Wettbewerb) | nicht ausgetragen (2019 nur U17-Wettbewerb) | nicht ausgetragen (2019 nur U17-Wettbewerb)  | nicht ausgetragen (2019 nur U17-Wettbewerb) |
| 2022      | Tauri Kilk                                  | Markéta Kohoutová                           | Tauri Kilk Hugo Themas                      | Elisaveta Berik Emili Pärsim                 | Tauri Kilk Elisaveta Berik                  |
| 2023      | Andrei Schmidt                              | Viltė Paulauskaitė                          | Andrei Schmidt Hugo Themas                  | Elisaveta Berik Emili Pärsim                 | Jesus de Burgos Rocio Martin                |
| 2024      | Andrei Schmidt                              | Maria Koriagina                             | Andrei Schmidt Maria Koriagina              | Hanna Ivanova Margaux Lasis                  | Arush Ravikumar Mathilde Pinna              |